# Công quốc Aosta

Quốc huy Công quốc Aosta

Công quốc Aosta, ban đầu là Bá quốc Aosta là một quốc gia nằm dưới sự cai trị của Nhà Savoy từ đầu thế kỷ 11 đến cuối thế kỷ 18, khi thể chế độc lập của nó được liên kết với những người của Thân vương quốc Piemonte. Danh hiệu "Công tước Aosta" tiếp tục được những người con trai thứ hai của quốc vương Savoy sử dụng. Lãnh địa của công quốc ngày nay là một phần của Ý.
Công tước Emmanuel Philibert đã chọn tiếng Pháp là ngôn ngữ chính thức của công quốc vào năm 1561, nhưng vẫn giữ lại thể chế truyền thống riêng của mình như vào cuối năm 1766. Công quốc tiếp nhận vị quản đốc đầu tiên vào năm 1773. Nó còn có cả hệ thống thuế má riêng biệt cho đến tận ngày 7 tháng 10 năm 1783 mới được đặt vào khuôn phép địa tịch. Theo lời Jean-Baptiste de Tillier (mất năm 1744):

Công quốc Aosta luôn luôn là một quốc gia, tạo thành một cơ thể duy nhất không hoàn chỉnh. Bảy mươi tám tháp chuông nhà thờ, hay đúng hơn là các thành phố, thị trấn, giáo xứ và các cộng đồng riêng biệt đang sống trong Thung lũng, đều là thành viên của xứ này.